# Квебецький університет в Оттаві
Квебе́цький університе́т в Отта́ві (фр. Université du Québec en Outaouais, UQO) — вищий навчальний заклад, розташований у місті Гатіно (регіон Оттава, провінція Квебек). Частина університетської мережі Квебецький університет. Заснований 1981 року.
Діє філіал університету у місті Сен-Жером.